# 普通獼猴
普通獼猴（學名：Macaca mulatta），即恒河猴，是猴科動物中最爲有名的一種猴。它是典型的獼猴屬動物，分佈于日本千葉縣房總半島、阿富汗、巴基斯坦、印度北部和中國大陸南方。普通獼猴是用於科學試驗的重要品種。

## 特征

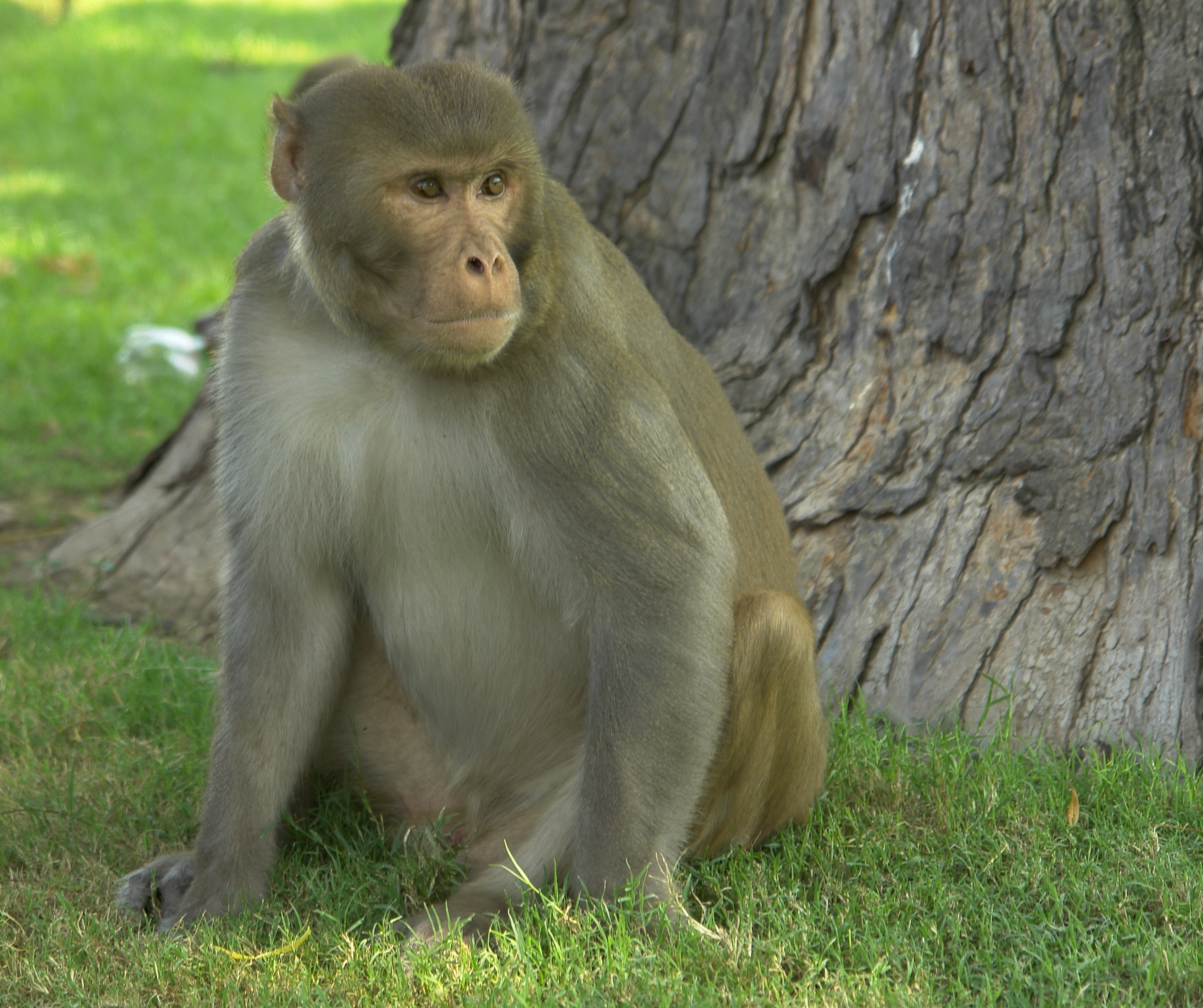
印度北方邦的恒河猴

成年公猴的身體要比母猴大，平均體長度在53（21英寸），體重7.7（17英磅），母猴則只有47（19英寸），體重5.3（12英磅）。體毛顔色為褐色或灰色，臉部為粉紅色，尾巴不是很長，約在20.7—22.9（8.1—9.0英寸）之間。其齿式为2.1.2.32.1.2.3 × 2 = 32。普通獼猴的平均壽命約為25年。

## 分類學
普通獼猴目前被認為是單型種，未能區分出亞種。 

## 保護狀況
普通獼猴已列入CITES附錄II中。

### 中國大陸
中國大陸將普通獼猴列入國家二級保護動物 ，《中國國家重點保護野生動物名錄》和《中國瀕危動物紅皮書》易危物種。 

### 南亞
普通獼猴亦受孟加拉的野生生物(保護)法案附表III，印度的野生生物(保護)法案附表I，尼泊爾的國家公園及野生生物保護法案所保護。

### 香港
普通獼猴是香港唯一一種原生猴子，但至約1940年代時已在香港九龍和新界絕種，而在香港亦已十分罕見。
而目前在香港金山郊野公園（因有不少猴子在此棲息而被市民稱為馬騮山）一帶棲息的野生普通獼猴並不是香港原生獼猴的後代，而是在第一次世界大戰期間引入的，目的是要獼猴將有毒的牛眼馬錢（Strychnos angustiflora）吃掉以保障九龍水塘的食水安全。
普通獼猴現受《野生動物保護條例（第170章）》以及《動植物（瀕危物種保護）條例（第586章）》保護。 

## 外部連結
- （英文）Eudey, A. & Members of the Primate Specialist Group 2000. Macaca mulatta。In: IUCN 2006. 2006 IUCN Red List of Threatened Species.